# チャーバハール

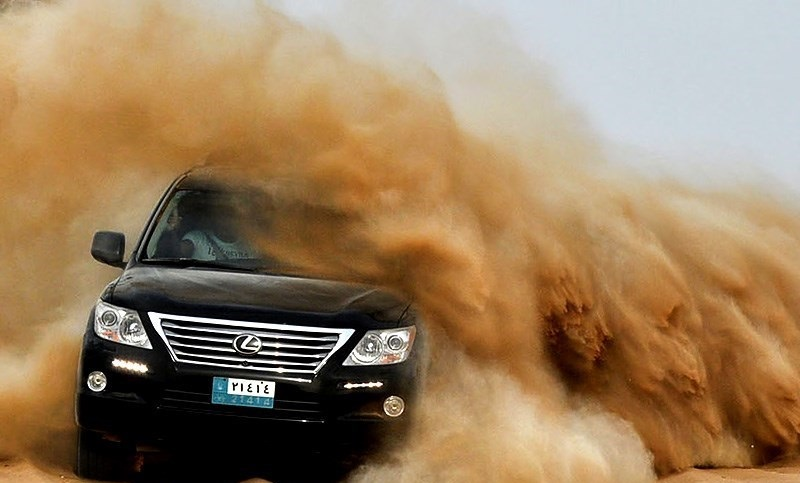
チャーバハール・ラリー

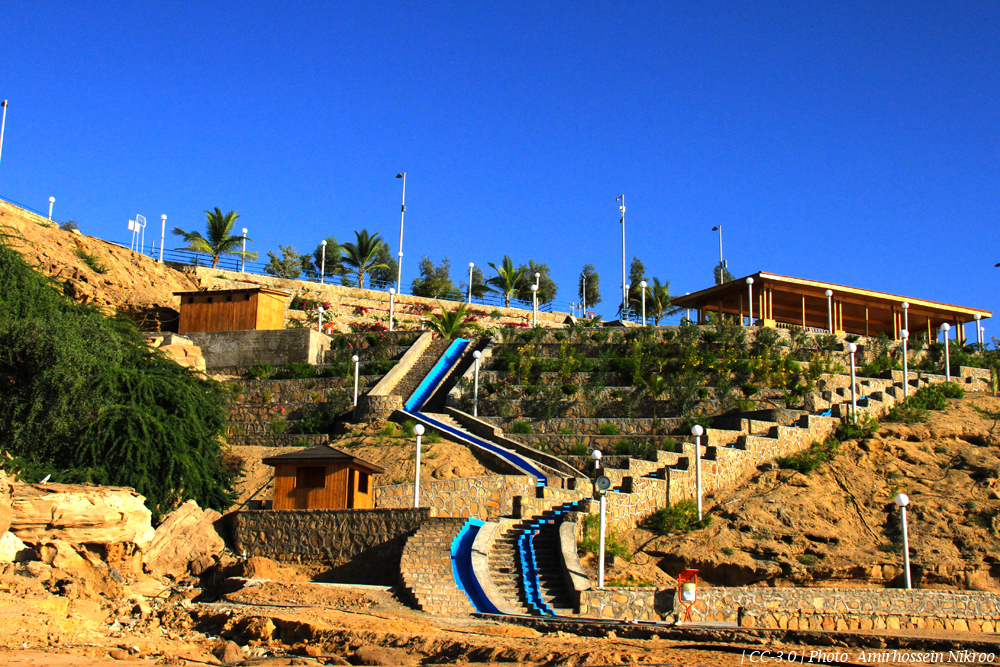
市内の海岸公園

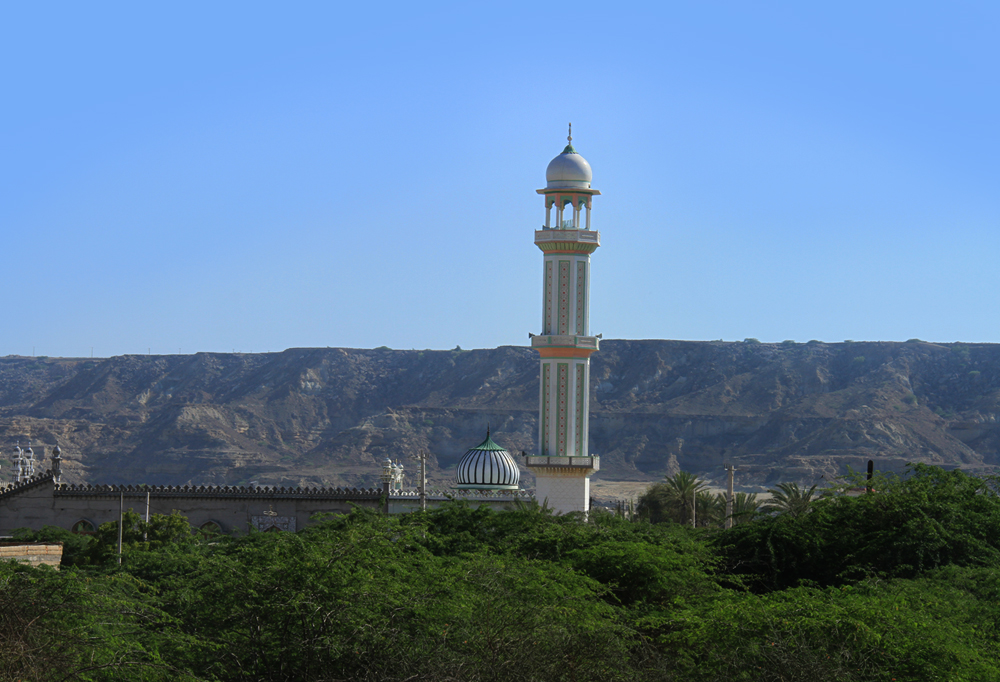
市内のモスク

チャーバハール  発音 (ペルシア語: چابهار, バローチー語: چاھبار; 意味は「4つの泉」、旧称はバンダル・バヘシュティー)は、イラン南東部のスィースターン・バルーチェスターン州南東部のチャーバハール郡の郡都。
2016年9月24日の人口は10万6739人。
オマーン湾に面する経済特区で、同国最南端の都市でもある。

## 歴史
紀元前2500年頃、近郊に「ティース」という漁村が有った。
紀元前4世紀にはアレクサンドロス3世の遠征によって占領された。
歴史家のビールーニーによると、ティスはインドの沿岸部との貿易を行っていた。
1188年、アフダルッディーン・アブー・ハーミド・ケルマーニーは著書の中で、ティスの商業と貿易について述べた。
1507年、ポルトガル王国の征服者であるアフォンソ・デ・アルブケルケがオマーン湾に侵入し、ティスとチャーバハールを占領した。
1621年、ポルトガル王国が撤退した。
1970年頃、パフラヴィー朝第2代皇帝のモハンマド・レザー・パフラヴィーが、チャーバハールに大規模な港を建設すると宣言した。
イランをインド洋の支配者とするために、近代的な海軍・空軍基地が建設された。
この計画は外国からの投資を多く呼び込み、特にアメリカ合衆国が目立った。
1979年にイラン革命が起こると、外国企業は計画から撤退し、建設聖戦大臣に繋がりを持つ国営企業が引き継いだ。
1980年にイラン・イラク戦争が始まると、ホルムズ海峡の治安が悪化し、ペルシャ湾に船が入りにくくなった。
そのため、海峡の外(東)に位置し、同国最東端のチャーバハールの物流・戦略的重要性が増した。
1980年代に、政府は新たに「東軸開発計画」を発表し、チャーバハールを東部の成長の中心にしようと考えた。
1992年、チャーバハール自由貿易産業地区が設置された。
2014年、インドはイランへの経済制裁として、チャーバハール港への8500万$の援助を凍結した。
2016年、核合意を受けてイランに対する制裁が解除されると、インドは援助を5億$に増額した。インドの援助の理由は中国が援助するパキスタンのグワーダル港への対抗にあるとされるが、イランは中国とパキスタンにも投資を呼びかけ、チャーバハール港とグワーダル港を結ぶ提案を行っており、2019年12月には中国とロシアの艦艇がチャーバハール港に寄港してオマーン湾でイランと3カ国で合同軍事演習を行った。

## 交通

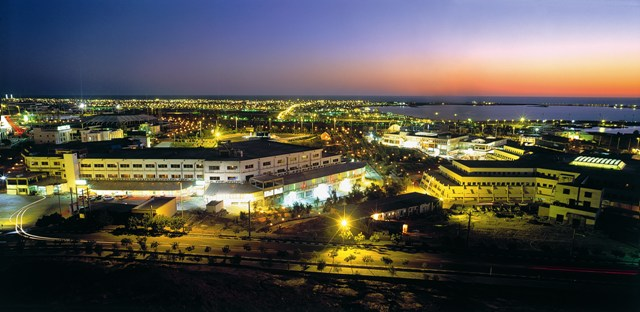
チャーバハール港の夜景

### 空路
- チャーバハール・コナーラク空港（英語版）
  - ⇔首都テヘラン：日に2回
  - ⇔ザーヘダーン：週3回
  - ⇔マシュハド、シーラーズ、バンダレ・アッバース：週2回
  - ⇔ドーハ、ドバイ(共にUAE)：週1回
  - ⇔マスカット(オマーン)：隔週

### 海路
- チャーバハール港（英語版）：約80km東に位置し、イラン初の深海港であり、国際貨物をUAEに頼らずに済むようになる[6]。チャーバハールはアフガニスタンや中央アジア用の港であり、ヨーロッパやロシア用の港であるバンダレ・アッバースとは競合しない。
  - 2台の高速船を保有
  - 2011年までに年600万tの処理能力の港湾施設を整備予定

### 陸路

#### 道路
- チャーバハール⇔バンダレ・アッバース
- チャーバハール⇔イーラーンシャハル（英語版）⇔ケルマーン
- チャーバハール⇔イーラーンシャハル⇔ザーヘダーン⇔マシュハド
- チャーバハール⇔イーラーンシャハル⇔ザーヘダーン⇔ミーラク（英語版）(アフガニスタン国境)

#### 鉄道
- イラン東部回廊計画：チャーバハール⇔中央イラン⇔アフガニスタン⇔中央アジアを結ぶ。2010年12月に着工。
- ハージーガク炭鉱：インドの資金で、チャーバハールからアフガニスタンのハジガク地方(バーミヤーン州)まで約900kmの鉄道を通す。ハージーガク峠は首都カーブルの約100km西に位置する[10][11]。1960年代のアフガニスタンとソ連の共同研究によると、18億tの鉄鉱石が眠っており、純度は62%、総額は3兆$と推計された。但し現地のハザーラ人は反対しており、怒りをパシュトゥーン人中心の政府に向けている。ハザーラ人のナショナリズムが刺激され、一部はターリバーンに加わりさえしている[12]。

## 宗教・民族
イスラム教スンナ派を信仰するバローチ人が多い。

## 産業

### エネルギー
インドはトルクメニスタンの天然ガス開発を支援し、イラン北部まで送る。
イランはそれを南東部のチャーバハール港に送り、アラビア海の海底を通るパイプラインを通し、インドに送る。
この計画はインド・パキスタン関係の悪化に伴い、イラン・パキスタン・ガス・パイプライン(計画中)に代わって議論されている。

### 観光
- マングローブ林
- リパー環礁
- マーシャン山
- ティース要塞
- ティースの歴史的港町
- 旧通信ビル
- バーンマシーティーの洞窟
- グワテル城

### 漁業
イランの国内では海洋漁業は低調であるが、チャーバハール周辺は良質なキハダマグロの漁場となっている。2021年、日本とイラン両国政府は国際連合工業開発機関（UNIDO）と連携して、湖の水資源の管理を行うための無償資金協力「チャーバハールにおける包括的で持続可能なキハダマグロ・バリューチェーン構築推進計画」に関する文書に署名した。供与限度額は3億6,300万円。今後は、適切で持続可能なはえ縄漁法を導入・普及や漁獲後の品質管理の強化により、マグロ製品の高付加価値化がなどが進められる予定。

## 気候
砂漠気候(BWh)に属する。
| チャーバハールの気候   | チャーバハールの気候 | チャーバハールの気候 | チャーバハールの気候 | チャーバハールの気候 | チャーバハールの気候 | チャーバハールの気候 | チャーバハールの気候 | チャーバハールの気候 | チャーバハールの気候 | チャーバハールの気候 | チャーバハールの気候 | チャーバハールの気候 | チャーバハールの気候 |
| 月                     | 1月                  | 2月                  | 3月                  | 4月                  | 5月                  | 6月                  | 7月                  | 8月                  | 9月                  | 10月                 | 11月                 | 12月                 | 年                   |
| ---------------------- | -------------------- | -------------------- | -------------------- | -------------------- | -------------------- | -------------------- | -------------------- | -------------------- | -------------------- | -------------------- | -------------------- | -------------------- | -------------------- |
| 最高気温記録 °C （°F） | 31.0 (87.8)          | 33.0 (91.4)          | 38.0 (100.4)         | 42.0 (107.6)         | 46.0 (114.8)         | 45.2 (113.4)         | 47.0 (116.6)         | 42.4 (108.3)         | 42.0 (107.6)         | 41.4 (106.5)         | 37.0 (98.6)          | 32.0 (89.6)          | 47 (116.6)           |
| 平均最高気温 °C （°F） | 24.5 (76.1)          | 25.0 (77)            | 28.1 (82.6)          | 31.0 (87.8)          | 34.0 (93.2)          | 35.0 (95)            | 33.8 (92.8)          | 32.4 (90.3)          | 32.2 (90)            | 32.4 (90.3)          | 29.5 (85.1)          | 26.3 (79.3)          | 30.35 (86.63)        |
| 日平均気温 °C （°F）   | 20.4 (68.7)          | 21.3 (70.3)          | 24.2 (75.6)          | 27.1 (80.8)          | 30.4 (86.7)          | 31.9 (89.4)          | 31.1 (88)            | 29.8 (85.6)          | 29.1 (84.4)          | 28.2 (82.8)          | 25.0 (77)            | 22.0 (71.6)          | 26.71 (80.08)        |
| 平均最低気温 °C （°F） | 15.0 (59)            | 16.0 (60.8)          | 19.0 (66.2)          | 22.3 (72.1)          | 25.2 (77.4)          | 28.0 (82.4)          | 28.1 (82.6)          | 26.9 (80.4)          | 25.4 (77.7)          | 22.7 (72.9)          | 18.8 (65.8)          | 16.2 (61.2)          | 21.97 (71.54)        |
| 最低気温記録 °C （°F） | 7.0 (44.6)           | 7.0 (44.6)           | 9.6 (49.3)           | 14.0 (57.2)          | 16.0 (60.8)          | 22.0 (71.6)          | 21.0 (69.8)          | 19.0 (66.2)          | 19.0 (66.2)          | 13.2 (55.8)          | 9.0 (48.2)           | 7.0 (44.6)           | 7 (44.6)             |
| 雨量 mm （inch）       | 29.4 (1.157)         | 37.9 (1.492)         | 14.9 (0.587)         | 6.1 (0.24)           | 0.1 (0.004)          | 0.5 (0.02)           | 6.2 (0.244)          | 2.1 (0.083)          | 1.2 (0.047)          | 0.0 (0)              | 4.4 (0.173)          | 13.7 (0.539)         | 116.5 (4.586)        |
| 平均降雨日数           | 3.6                  | 3.4                  | 2.0                  | 1.3                  | 0.1                  | 0.1                  | 1.3                  | 0.8                  | 0.2                  | 0.0                  | 0.5                  | 1.7                  | 15                   |
| % 湿度                 | 61                   | 66                   | 69                   | 70                   | 72                   | 75                   | 77                   | 77                   | 76                   | 73                   | 67                   | 61                   | 70.3                 |
| 平均月間日照時間       | 240.2                | 234.1                | 263.8                | 278.2                | 330.2                | 284.8                | 244.6                | 241.4                | 260.9                | 295.5                | 272.5                | 249.2                | 3,195.4              |
| 出典：NOAA (1963–1990) |                      |                      |                      |                      |                      |                      |                      |                      |                      |                      |                      |                      |                      |